# Eikenplein
Het Eikenplein is een plein in Amsterdam-Oost.
Het plein kreeg in 1912 haar naam, eerder vormde het een open ruimte aan de Eikenweg, die al in 1882 haar naam kreeg. Beide zijn vernoemd naar de eik. In de wijk werden meerdere straten vernoemd naar bomen. Een soortgelijke constructie weg en plein gold ook voor het oostelijker gelegen Kastanjeweg/Kastanjeplein en het westelijker gelegen Beukenweg/Beukenplein. De pleinen dienden voor open ruimten in het nauwe stratenpatroon ten zuiden van het Oosterpark.   
Aan het plein staan slechts twee gebouwen. Eikenplein 2-22 betreft een gebouw van de Elisabeth Otter-Knoll Stichting en diende oorspronkelijk ter huisvesting van alleenstaande oudere dames. Aan de overkant staat Eikenplein 1-5, een schoolgebouw. Beide gebouwen hebben zijvleugels en ingangen aan de Tweede en Derde Oosterparkstraat. Beide zijn ook een gemeentelijk monument binnen Amsterdam. Het plein bevat de Animeertegels (2001) van Kees Aafjes, een interactief kunstobject dat als zodanig maar door weinig mensen herkend werd/wordt.
Het plein is diverse keren heringericht, eerst om de auto de ruimte te geven en later juist om de auto minder ruimte te geven. Voor dit plein geldt dat de stoepranden hoger zijn dan normaal binnen de stad. Zo kan zonder verdere obstakels voorkomen worden dat auto’s toch op te stoep parkeren en zo hield de gemeente de ruimte tegelijkertijd vrij voor spelende schoolkinderen.  